# Cheshvan
Cheshvan (in ebraico חשון‎?) è il secondo mese civile e l'ottavo mese religioso del calendario ebraico. È composto da 29 o 30 giorni, a seconda dell'anno in cui si presenta.
Nel 29 Cheshvan occorre il Sigd (festività ebraica di origine etiope).
Prima dell'esilio babilonese il mese era chiamato Bul (1 Re 6,38).

## Periodo
Durante gli anni 5761–5860 del calendario ebraico, Cheshvan occorre nei seguenti periodi del calendario gregoriano:
| Durata degli anni | Inizio di Cheshvan     | Fine di Cheshvan       |
| ----------------- | ---------------------- | ---------------------- |
| 353 giorni        | 16 ottobre–3 novembre  | 14 novembre–2 dicembre |
| 354 giorni        | 15 ottobre–2 novembre  | 13 novembre–2 dicembre |
| 355 giorni        | 15 ottobre–1º novembre | 14 novembre–2 dicembre |
| 383 giorni        | 5 ottobre–15 ottobre   | 3 novembre–13 novembre |
| 384 giorni        | 6 ottobre–14 ottobre   | 4 novembre–12 novembre |
| 385 giorni        | 4 ottobre–14 ottobre   | 3 novembre–13 novembre |